# SingStar Party
O SingStar Party é um jogo de karaoke da PlayStation 2 publicado pela SCEE (Sony Computer Entertainment Europe) e desenvolvido também pela SCEE e pelo London Studio. É o segundo jogo da série SingStar e, tal como o SingStar original, é vendido como apenas o software do jogo, ou acompanhado com um par de microfones, um vermelho e um azul. É compatível com a câmara EyeToy, o que permitem aos jogadores verem-se a si próprios enquanto estão a cantar.
Em 2005, o SingStar e o SingStar Party receberam em conjunto um prémio de originalidade.

## O Jogo
O SingStar Party é um popular jogo de karaoke onde os jogadores cantam canções que aparecem em forma de videoclipe de forma a ganharem pontos. A interacção com a PlayStation 2 é feita através dos microfones USB, enquanto o videoclipe passa no ecrã com a letra da música a surgir em rodapé. O SingStar Party liga a voz do jogador à voz da canção original, concedendo pontos consoante a precisão do jogador. Geralmente, dois jogadores competem simultaneamente, embora em alguns modos do SingStar Party possam participar mais jogadores.
Podem jogar até oito jogadores no modo Pass The Mic (Passa o Microfone) do SingStar Party, onde equipas de jogadores se enfrentam numa série de desafios de canto.
Ao contrário do jogo SingStar original, o SingStar Party e os seus sucessores abandonaram o modo de carreira Single Player a favor dos modos Multi Player.
O SingStar Party, tal como os restantes jogos SingStar, dispõe de funcionalidades que ajudam até o mais fraco dos jogadores a conseguir boas pontuações, dado que o principal objectivo do jogo é a diversão em grupo.
O SingStar Party pode ser jogado em três níveis de dificuldade, fácil, médio e difícil. Quanto mais difícil é o grau de dificuldade, menos flexível pode ser o jogador para conseguir obter boas pontuações.
O SingStar Party permite aos jogadores trocarem o DVD de jogo que está a ser executado (chamado disco principal) por outro DVD de outro jogo SingStar. Isto faculta o acesso às canções das outras versões sem a necessidade de reiniciar a consola. Quando um novo DVD é colocado, o jogo mantém as funcionalidades e a aparência do disco principal. Começando com uma versão mais recente do SingStar, o jogador pode trocar para uma versão mais antiga e usufruir das novas funcionalidades e interface do disco principal.

### Modos
- Cantar a Solo – modo onde o jogador pode treinar sozinho, diferente do modo carreira do SingStar original
- Dueto Colaborativo – dueto para dois jogadores, onde os resultados finais serão contabilizados em conjunto
- Modo Batalha – modo para dois jogadores, a cantar juntos ou em dueto
- Passa o Microfone – jogos multi player, ideal para festas

### Canções
| Artista(s)            | Título da Canção            |
| --------------------- | --------------------------- |
| Alicia Keys           | Fallin'                     |
| Ashford & Simpson     | Solid                       |
| Bill Withers          | Ain't No Sunshine           |
| Blu Cantrell          | Hit 'Em Up Style (Oops!)    |
| Bob Marley            | No Woman No Cry             |
| The Buggles           | Video Killed The Radio Star |
| Busted                | Year 3000                   |
| Cyndi Lauper          | Girls Just Wanna Have Fun   |
| Destiny's Child       | Survivor                    |
| Dido                  | White Flag                  |
| Duran Duran           | Hungry Like The Wolf        |
| Elton John & Kiki Dee | Don't Go Breaking My Heart  |
| Elvis                 | Way Down                    |
| Franz Ferdinand       | Take Me Out                 |
| George Michael        | Faith                       |
| Jamiroquai            | Cosmic Girl                 |
| Javine                | Real Things                 |
| Kylie Minogue         | I Should Be So Lucky        |
| Little Richard        | Tutti Frutti                |
| Maroon 5              | This Love                   |
| Natasha Bedingfield   | Single                      |
| Pink                  | Just Like A Pill            |
| Scissor Sisters       | Take Your Mama              |
| Sonny & Cher          | I Got You Babe              |
| Spandau Ballet        | Gold                        |
| Spice Girls           | Who Do You Think You Are    |
| The Beautiful South   | A Little Time               |
| The Foundations       | Build Me Up Buttercup       |
| The Police            | Every Breath You Take       |
| Tiffany               | I Think We're Alone Now     |
| Ashley Tisdale        | He Said,She Said            |
| Aletisdale            | Just Like That              |